# Made in China
Made in China: Young Art and Fresh Film From Beijing ist ein Film- und Kunstfestival, das einmal jährlich am Rosa-Luxemburg-Platz in Berlin-Mitte stattfindet und eine Plattform für junge chinesische Künstler und Filmemacher bietet. „Made in China“ eröffnete zum ersten Mal im August 2006.

## Konzeption der Ausstellung
In der Ausstellung 2006 wurden die Kunstwerke nicht in einem Ausstellungsraum, sondern an verschiedenen Stationen rund um den Rosa-Luxemburg-Platz gezeigt. Mit Hilfe einer Karte konnten sich die Besucher auf einen Parcours begeben, der sie an ausgewählte Standorte auf, um und unter den Platz führte. Die Werke der Künstler wurden jeweils gezielt in Korrespondenz zu den Orten ausgewählt. So war zum Beispiel eine Plakatserie des Künstlerduos TAMEN in der U-Bahn-Station der Linie U2 zu sehen. In der Ausstellung wurden Malereien, Holzschnitte, Fotografien sowie Installations- und Videokunst gezeigt.

## Filmreihe

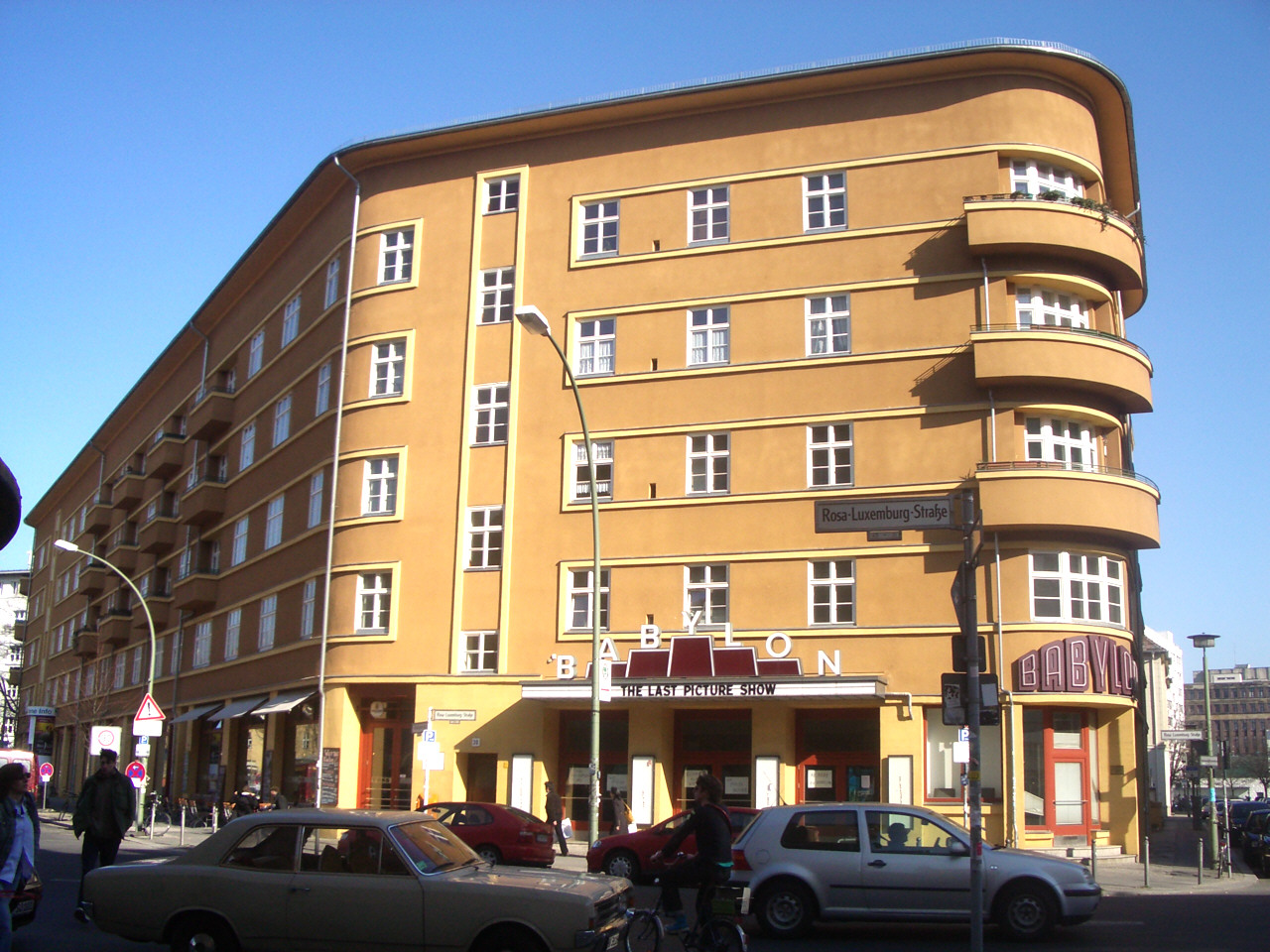
Kino Babylon

Angegliedert an die Kunstausstellung ist eine Filmreihe, die im Kino Babylon (Berlin-Mitte) gezeigt wird. Sie konzentriert sich auf Filme, die mit niedrigem Filmbudget gedreht und darüber hinaus noch nicht oder nur in bedingtem Maße national und international gezeigt wurden. Die Filme, die 2006 ausgewählt wurden, wurden zumeist mit DV-Kameras gedreht und stehen gewissermaßen für die DV-Bewegung des Landes. Als Schwerpunkt der meisten Filme ließen sich die gesellschaftlichen und damit einhergehend individuellen Umbrüche und Neuorientierungen ausmachen.

## B.Z.-Skandal
Das Festival geriet in die Schlagzeilen, als sich die Tageszeitung Berliner Zeitung über den angeblich zu gewalttätigen Inhalt der Plakatserie in der U-Bahn-Station beschwerte. Die Berliner Verkehrsbetriebe (BVG), die als offizieller Sponsor des Festivals auftraten, entschieden sich daraufhin, die Plakate abzuhängen. Die Vorgehensweise der B.Z. traf bei den Besuchern des Festivals sowie in Kritikerkreisen weitestgehend auf Unverständnis.